# Dariusz Walerjański

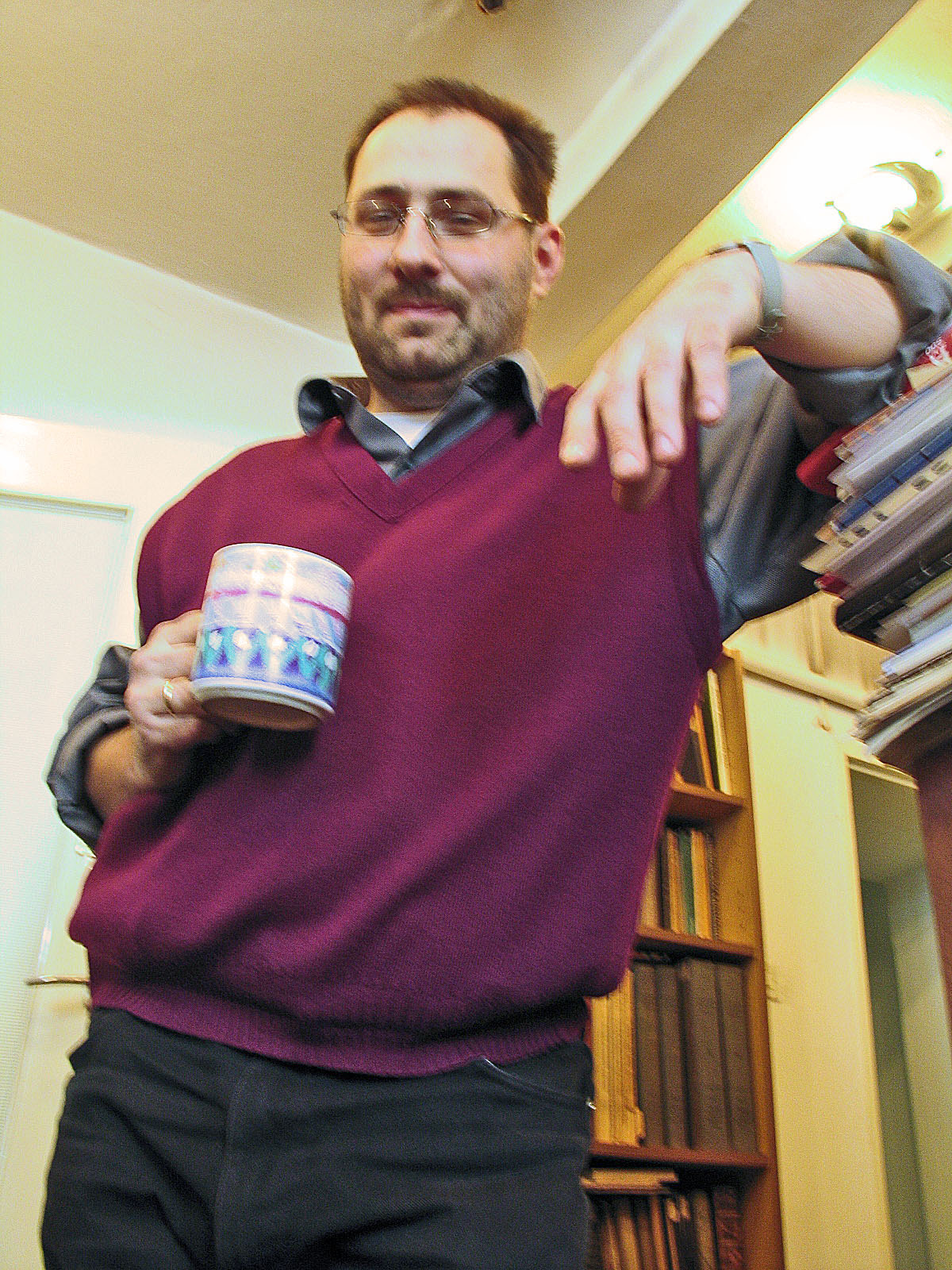
Dariusz Walerjański

 Dariusz Walerjański (ur. 1969 w Zabrzu-Mikulczycach) – badacz historii Żydów na Górnym Śląsku, zaangażowany w ochronę zabrzańskich zabytków, członek Wojewódzkiej Rady Ochrony Zabytków przy Śląskim Wojewódzkim Konserwatorze Zabytków.
Obecnie pełni funkcję pełnomocnika ds. powołania Międzynarodowego Centrum Dokumentacji Zabytków Poprzemysłowych dla Turystyki. Ukończył historię na Uniwersytecie Śląskim, pracował jako adiunkt w Muzeum Górnictwa Węglowego w Zabrzu, jest założycielem i przewodniczącym Koła Towarzystwa Opieki nad Zabytkami w Zabrzu oraz członkiem Zarządu Oddziału Śląskiego TOnZ w Bytomiu. Współpracuje z Żydowskim Instytutem Historycznym w Warszawie.
Od lat angażuje się w walkę o uratowanie licznych zabrzańskich zabytków poprzemysłowych: m.in. wież ciśnień. Doprowadził też do odnowienia zabrskiego kirkutu, opiekuje się również innymi żydowskimi nekropoliami w regionie. Uhonorowało go za to Państwo Izrael, które wręczyło mu honorowy dyplom.
W kwietniu 2007 na neonazistowskiej witrynie Redwatch opisano go jako zdrajcę rasy. Zamieszczono też wykonaną na zabrzanskim kirkucie fotografię Walerjańskiego w otoczeniu uczniów Centrum Kształcenia Zawodowego i Ogólnego w Zabrzu, z którymi kilka miesięcy wcześniej sprzątał cmentarz.